# 미야코 공항
미야코 공항(일본어: 宮古空港 みやこくうこう[*], 영어: Miyako Airport)은 일본 오키나와현 미야코지마시(미야코섬)에 위치한 공항이다.

## 역사
미야코 공항은 1943년, 일본 제국 해군 항공기지로 설립되었으며 제 2차 세계대전이 끝나고 1956년 민간 항공노선 운항이 시작되었다. 1978년 전일본공수의 보잉 737기 첫 운항을 시작으로 제트여객기 운항을 시작했다.
현재 일본항공의 자회사인 일본 트랜스오션 항공이 현재 도쿄(하네다) 노선을 운항중이며 전일본공수는 2016년 신칸센 개통에 따른 지역 항공 서비스 중단을 해결하고자 도쿄(하네다)간 직항 운항을 시작했다.

## 운항 노선
| 항공사               | 목적지                                                                       |
| -------------------- | ---------------------------------------------------------------------------- |
| 류큐 에어 커뮤터     | 도쿄(하네다), 오키나와(나하)                                                 |
| 일본 트랜스오션 항공 | 오키나와(나하), 타라마                                                       |
| 전일본공수           | 도쿄(하네다), 나고야(주부), 오사카(간사이), 오키나와(나하) 계절편 : 후쿠오카 |
| ANA 윙스             | 이시가키, 오키나와(나하)                                                     |